# لوبوگورا
لوبوگورا (به لاتین: Lubogóra) یک روستا در لهستان است که در گمینا شویبوجن واقع شده‌است.